# Argyle (Wisconsin)
Argyle és una població dels Estats Units a l'estat de Wisconsin. Segons el cens del 2000 tenia 823 habitants.

## Demografia
Segons el cens del 2000, Argyle tenia 823 habitants, 343 habitatges, i 214 famílies. La densitat de població era de 529,6 habitants per km².
Dels 343 habitatges en un 30% hi vivien nens de menys de 18 anys, en un 49% hi vivien parelles casades, en un 9,3% dones solteres, i en un 37,6% no eren unitats familiars. En el 31,2% dels habitatges hi vivien persones soles el 16,9% de les quals corresponia a persones de 65 anys o més que vivien soles. El nombre mitjà de persones vivint en cada habitatge era de 2,4 i el nombre mitjà de persones que vivien en cada família era de 3,01.
Per edats la població es repartia de la següent manera: un 25,8% tenia menys de 18 anys, un 6,2% entre 18 i 24, un 28,7% entre 25 i 44, un 19,7% de 45 a 60 i un 19,7% 65 anys o més.
L'edat mediana era de 39 anys. Per cada 100 dones de 18 o més anys hi havia 99 homes.
La renda mediana per habitatge era de 36.103 $ i la renda mediana per família de 44.063 $. Els homes tenien una renda mediana de 28.029 $ mentre que les dones 22.434 $. La renda per capita de la població era de 15.974 $. Aproximadament el 6,7% de les famílies i el 8,7% de la població estaven per davall del llindar de pobresa.

## Poblacions més properes
El següent diagrama mostra les poblacions més properes.